# Messzeug
Das Messzeug (vor der Rechtschreibreform Meßzeug), in der Eichordnung von 1942 noch als Messwerkzeug bezeichnet, ist ein mechanisches Messgerät zur Längen- und Winkelmessung.

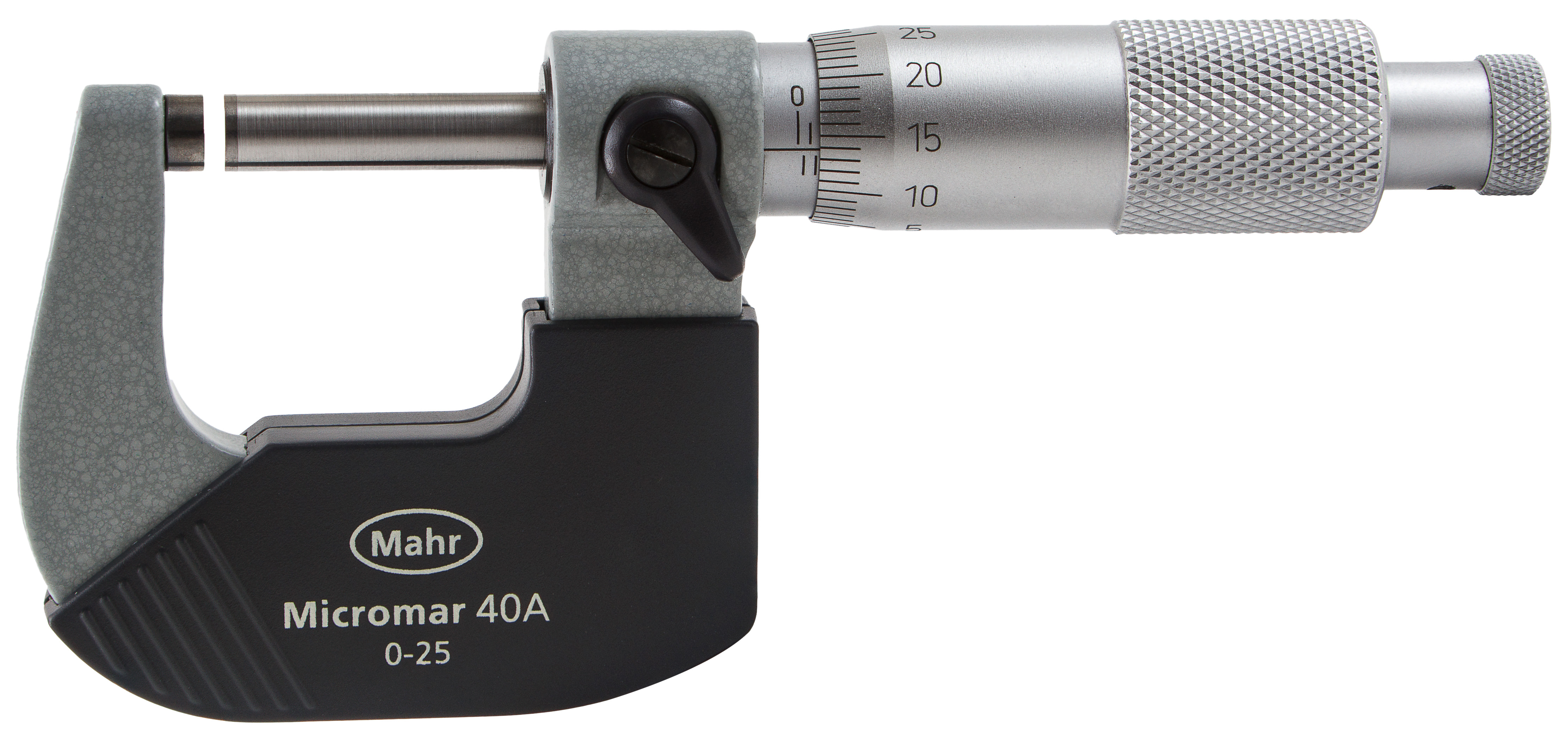
Bügelmessschraube (abgelesener Wert 1,64 mm)

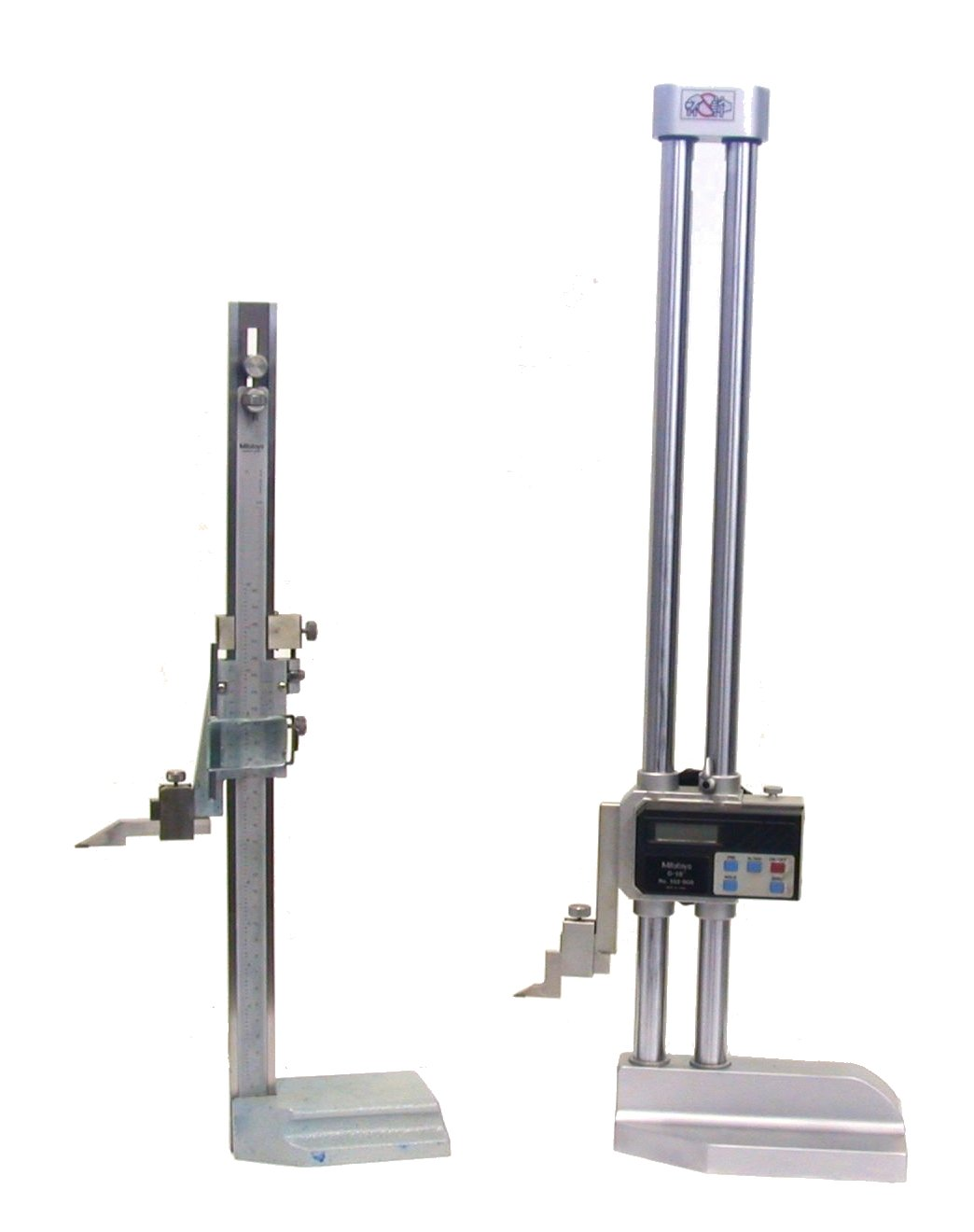
Digitales und analoges Höhenmessgerät

Messzeuge gehören zur Gruppe der anzeigenden Messgeräte. Sie verfügen über eine analoge oder digitale Anzeige sowie einen definierten Messbereich mit festgelegter Toleranz. Wesentliches Merkmal ist dabei, dass zur Vermeidung von Messfehlern die Messung nicht rein von Hand erfolgt, sondern mittels einer Messmechanik (Stellschraube oder Linearführung) sowie unter Verwendung verschiedenen Zubehörs und Vorrichtungen wie beispielsweise Stative oder Halterungen. Zu den Messzeugen gehören unter anderem Höhenmessgeräte, Messschieber (DIN 862), Messschrauben (DIN 863), Richtwaagen (DIN 877 u. 2276) sowie Winkelmesser und Zirkel mit mechanischer Verstellung.
Neben der reinen Messung werden Messzeuge auch zur Prüfung der Lage und Position von Werkstücken verwendet, wie beispielsweise beim Einspannen in eine Maschine. In der Vergangenheit wurde Messzeug auch als Oberbegriff für alle Längenmessgeräte verwendet. Dabei wurde aber unterschieden zwischen einfachen (einfache Messstäbe) und verstellbaren Messzeugen. In der Praxis bezeichnet Messzeug auch häufig ein Komplettes Set solcher Messgeräte nebst Zubehör.